# Lophostola cumatilis
Lophostola cumatilis är en fjärilsart som beskrevs av Louis Beethoven Prout 1922. Lophostola cumatilis ingår i släktet Lophostola och familjen mätare. Inga underarter finns listade i Catalogue of Life.